# 3. Limfjordsforbindelse
|  | Projekt under udvikling Denne artikel eller dette afsnit handler om et planlagt eller forventet projekt under udvikling. Der kan forekomme spekulativ information, og indholdet kan ændres når projektets udvikling eventuelt standses eller skrider frem og mere information bliver tilgængelig. . |

3. Limfjordsforbindelse betegner en planlagt tredje vejforbindelse over Limfjorden i Nørresundby-Aalborg området. De eksisterende vejforbindelser i Aalborg Kommune er Limfjordsbroen der blev indviet 30. marts 1933 i Aalborg centrum og Limfjordstunnellen fra 1969 ved motorvejen ved Rørdal.
Debatten har gået på hvor og hvordan man vil placere en 3. forbindelse. 
Et udvalg undersøgte fem alternative linjeføringer og foreslog i 1973 en bro ved Lindholm. I 1975 indgik udvalget aftale med en rådgivergruppe om udførelse af et skitseprojekt for denne linjeføring, så de nødvendige arealer kunne reserveres.
Resultatet blev i september 1978 en stadfæstelse af forslaget til en forbindelse i Lindholm-linjen i sammenhæng med en ny vej vest om Aalborg. Forslaget var populært langt op i 1980erne. 
I 1990 blev spørgsmålet optaget igen. Aalborg Kommune og Nordjyllands Amt besluttede i efteråret 1991 at iværksætte en ny undersøgelse – Staten ønskede ikke at medvirke. I marts 1992 blev opgaven overdraget til det rådgivende ingeniørfirma COWI efter forudgående licitation. I maj 1993 forelå undersøgelsen af alle de ni linjeføringer, som hidtil havde været på tale. Man kunne nu fjerne de tre østligste og den ene vestlige forbindelse da de ikke ville få ret meget trafik. Derefter har der været 4 løsningsmodeller tilbage som man ønsker at få undersøgt yderligere. Den vestligste af disse vil være en forbindelse over Egholm. Den næste mulighed er den gamle Lindholm-linje. De to sidste alternativer er Karolinelundsvej og en paralleltunnel til den nuværende tunnel, begge som tunneler. Anlægspriserne skønnes at ligge mellem 500 og 800 millioner kroner med en ny tunnel ved Karolinelundsvej som den dyreste løsning.
I sommeren 2013 blev der lavet en komite med medlemmer fra det nordjyske-aalborgensiske erhvervsliv m.m bl.a. Aalborg Lufthavns direktør og rådmand Mariann Nørgaard fra Aalborg Kommune, der vil arbejde for, at Folketinget får vedtaget en anlægslov.

## Infrastrukturudvalgets rapport
I 2000 kom Infrastrukturudvalget med en rapport vedr. trafik i Aalborg. Man offentliggjorde nogle trafikberegninger hvor man sammenlignede tre forskellige scenarier i 2015:
- 1: Ingen ny forbindelse
- 2: En paralleltunnel ved Limfjordstunnelen
- 3: Lindholmlinjen udgøres af en vestlig ringvej/bymotorvej med max. 80 km/t og en tunnel under limfjorden ved Lindholm.

Et resultat var følgende oversigt:  
| Beregnede gennemsnitshastigheder i spidstimen | Limfjordsbroen | Limfjordstunnel | Lindholmlinjen |
| --------------------------------------------- | -------------- | --------------- | -------------- |
| Basis 2000                                    | 20 km/t        | 55 km/t         | -              |
| Basis 2015                                    | 15 km/t        | 20 km/t         | -              |
| 2015 med Paralleltunnel                       | 15 km/t        | 70 km/t         | -              |
| 2015 med Lindholmlinjen                       | 25 km/t        | 50 km/t         | 75 km/t        |

Infrastrukturudvalget foreslog en modernisering af linjeføringen af Aalborgs bybusser der i dag er gennemført.
Rapporten nævner at der i 2000 var 85.000 køretøjer i døgnet der passerede Limfjorden i Aalborg. Desuden beregnes en forventet mængde af køretøjer i 2015 på 120.000 køretøjer/døgn.

## Nordjyllands Amt
I 2003 vedtog Nordjyllands Amt et regionplantillæg for en 3. Limfjordsforbindelse med en motorvej vest om Aalborg i Egholmlinjen. Denne blev imidlertid underkendt af naturklagenævnet i 2006 idet man fremhævede at der i VVM-redegørelsen ikke var udført en vurdering i forhold til 1) Fuglelivet vest for forbindelsen samt 2)ændrede strømforhold i fjorden. 
I 2006 kom Nordjyllands Amt med et oplæg indeholdende tre forskellige løsningsmuligheder:
1. Vestforbindelse med fjordkrydsning via Lindholm (Motorvej)
2. Vestforbindelse med fjordkrydsning via Egholm (Motorvej)
3. Østforbindelse med fjordkrydsning via Paralleltunnel (Motorvej)

De tre muligheder blev besluttet i samarbejde med Aalborg Kommune og Vejdirektoratet.
I april 2006 blev Aalborg ramt af en ulykke med dramatiske konsekvenser da et stillads kollapsede under en støbeproces med det resultat at den ene motorvejstunnel var lukket i nogle dage. I disse dage oplevede trafikanter af næsten alle slags et kaos uden lige og alle blev overbeviste om at en løsning med et 3. rør på Limfjordstunellen ikke var interessant pga. den store afhængighed af forbindelserne ikke må blive større.
Vejdirektoratet iværksætter nye undersøgelser i 2010.
Primo 2007 ophørte Nordjyllands Amt med at eksistere. ´
Danmarks statistik har offentliggjort antallet af køretøjer der passerer hhv. Limfjordsbroen og Limfjordstunnelen som følger:
| År   | Limfjordstunnel | Limfjordsbro | I alt  |
| ---- | --------------- | ------------ | ------ |
| 2006 | 58.246          | 31.364       | 89.610 |
| 2007 | 60.934          | 29.000       | 89.934 |
| 2008 | 61.484          | 27.220       | 88.704 |

Med ovennævnte tal for antal køretøjer i år 2000 fremkommer at antallet af køretøjer i døgnet der passerer Limfjorden kun er steget med 7,2 promille per år.
Under borgerdebatten blev det foreslået at lave en gang- og cykelsti på siden af jernbanebroen. Denne idé mødte ikke så meget modstand og Aalborg Kommune afsatte i 2010 18,5 mio. kroner til dette projekt. Etableringen af kulturbroen blev i 2012 udsat på ubestemt tid, men siden realiseret og åbnet i 2017.

## Vejdirektoratet 2010-2011
Vejdirektoratet skulle nu se på den 3. limfjordsforbindelse. I august 2011 fremlagdes en VVM-redegørelse på Aalborg Kongres og Kultur Center.

## Infrastrukturplan 2035
28. juni 2021 besluttede Folketinget at gennemføre 3. Limfjordsforbindelse.
Et bredt flertal i Folketinget besluttede med forliget om Infrastrukturplan 2035 at afsætte godt 7 mia. kr. til etablering af den 3. Limfjordsforbindelse over Egholm med byggestart i 2025. Anlægsudgifterne er skønnet til 7.014 mio. kr.